# Detecció de crestes
En el processament d'imatges, la detecció de crestes és l'intent, mitjançant programari, de localitzar crestes en una imatge, definides com a corbes els punts de les quals són màxims locals de la funció, semblants a les crestes geogràfiques.
Per a una funció de N variables, les seves crestes són un conjunt de corbes els punts de les quals són màxims locals en N - 1 dimensions. En aquest sentit, la noció de punts de cresta amplia el concepte de màxim local. En conseqüència, la noció de valls per a una funció es pot definir substituint la condició d'un màxim local per la condició d'un mínim local. La unió de conjunts de carenes i conjunts de valls, juntament amb un conjunt de punts relacionat anomenat conjunt de connectors, formen un conjunt connectat de corbes que divideixen, es tallen o es troben en els punts crítics de la funció. Aquesta unió de conjunts s'anomena conjunt crític relatiu de la funció.
Els conjunts de carenes, els conjunts de valls i els conjunts crítics relatius representen informació geomètrica important intrínseca a una funció. D'alguna manera, proporcionen una representació compacta de les característiques importants de la funció, però fins a quin punt es poden utilitzar per determinar les característiques globals de la funció és una qüestió oberta. La motivació principal per a la creació de procediments de detecció de dorsals i de detecció de valls prové de l'anàlisi d'imatges i la visió per ordinador i és capturar l'interior d'objectes allargats en el domini de la imatge. Per a la segmentació d'imatges s'han utilitzat representacions relacionades amb les dorsals en termes de conques hidrogràfiques. També hi ha hagut intents de capturar les formes dels objectes mitjançant representacions basades en gràfics que reflecteixen crestes, valls i punts crítics en el domini de la imatge. Tanmateix, aquestes representacions poden ser molt sensibles al soroll si es calculen només a una escala única. Com que els càlculs teòrics d'escala-espai impliquen convolució amb el nucli gaussià (suavitzat), s'ha esperat que l'ús de crestes, valls i punts crítics multiescala en el context de la teoria de l'espai a escala permetria una representació més robusta dels objectes (o formes) a la imatge.
En aquest sentit, les carenes i les valls es poden veure com un complement dels punts d'interès natural o dels punts extrems locals. Amb conceptes definits adequadament, les carenes i les valls del paisatge d'intensitat (o en alguna altra representació derivada del paisatge d'intensitat) poden formar un esquelet invariant d'escala per organitzar les restriccions espacials sobre l'aparença local, amb una sèrie de similituds qualitatives amb la manera com la transformació de l'eix medial de Blum proporciona un esquelet de forma per a imatges binàries. En aplicacions típiques, els descriptors de carenes i valls s'utilitzen sovint per detectar carreteres en imatges aèries i per detectar vasos sanguinis en imatges de retina o imatges de ressonància magnètica tridimensional.

## Història
La noció de crestes i valls a les imatges digitals va ser introduïda per Haralick el 1983 i per Crowley pel que fa a la diferència de les piràmides gaussianes el 1984. L'aplicació dels descriptors de cresta a l'anàlisi d'imatges mèdiques ha estat àmpliament estudiada per Pizer i els seus col·laboradors donant lloc a la seva noció de representacions M. Lindeberg també ha millorat la detecció de cresta amb la introducció de {\displaystyle \gamma }-Derivades normalitzades i crestes d'escala-espai definides a partir de la maximització local de la curvatura principal principal adequadament normalitzada de la matriu de Hesse (o altres mesures de la força de la cresta) sobre l'espai i sobre l'escala. Aquestes nocions han estat desenvolupades posteriorment amb aplicació a l'extracció de carreteres per Steger et al. i a la segmentació dels vasos sanguinis per Frangi et al. així com a la detecció d'estructures curvilínies i tubulars per part de Sato et al. i Krissian et al. Koenderink i van Doorn han fet una revisió de diverses de les definicions clàssiques de cresta a escala fixa, incloent les relacions entre elles. Kirbas i Quek han presentat una revisió de les tècniques d'extracció de vaixells.

## Definició geomètrica diferencial de carenes i valls a escala fixa en una imatge bidimensional
Deixa {\displaystyle f(x,y)} denotem una funció bidimensional, i sigui {\displaystyle L} ser la representació escala-espai de {\displaystyle f(x,y)} obtingut per convolució {\displaystyle f(x,y)} amb una funció gaussiana
{\displaystyle g(x,y,t)={\frac {1}{2\pi t}}e^{-(x^{2}+y^{2})/2t}}
A més, deixeu {\displaystyle L_{pp}} i {\displaystyle L_{qq}} denoteu els valors propis de la matriu de Hesse
{\displaystyle H={\begin{bmatrix}L_{xx}&L_{xy}\\L_{xy}&L_{yy}\end{bmatrix}}}
de la representació escala-espai {\displaystyle L} amb una transformació de coordenades (una rotació) aplicada als operadors de derivades direccionals locals,
{\displaystyle \partial _{p}=\sin \beta \partial _{x}-\cos \beta \partial _{y},\partial _{q}=\cos \beta \partial _{x}+\sin \beta \partial _{y}}
on p i q són coordenades del sistema de coordenades girat
Es pot demostrar que la derivada mixta {\displaystyle L_{pq}} en el sistema de coordenades transformat és zero si escollim
{\displaystyle \cos \beta ={\sqrt {{\frac {1}{2}}\left(1+{\frac {L_{xx}-L_{yy}}{\sqrt {(L_{xx}-L_{yy})^{2}+4L_{xy}^{2}}}}\right)}}}, {\displaystyle \sin \beta =\operatorname {sgn}(L_{xy}){\sqrt {{\frac {1}{2}}\left(1-{\frac {L_{xx}-L_{yy}}{\sqrt {(L_{xx}-L_{yy})^{2}+4L_{xy}^{2}}}}\right)}}}
A continuació, una definició geomètrica diferencial formal de les carenes de {\displaystyle f(x,y)} a escala fixa {\displaystyle t} es pot expressar com el conjunt de punts que compleixen
{\displaystyle L_{p}=0,L_{pp}\leq 0,|L_{pp}|\geq |L_{qq}|.}
En conseqüència, les valls de {\displaystyle f(x,y)} a escala {\displaystyle t} són el conjunt de punts
{\displaystyle L_{q}=0,L_{qq}\geq 0,|L_{qq}|\geq |L_{pp}|.}
En termes d'a {\displaystyle (u,v)} sistema de coordenades amb el {\displaystyle v} direcció paral·lela al gradient de la imatge
{\displaystyle \partial _{u}=\sin \alpha \partial _{x}-\cos \alpha \partial _{y},\partial _{v}=\cos \alpha \partial _{x}+\sin \alpha \partial _{y}}
on
{\displaystyle \cos \alpha ={\frac {L_{x}}{\sqrt {L_{x}^{2}+L_{y}^{2}}}},\sin \alpha ={\frac {L_{y}}{\sqrt {L_{x}^{2}+L_{y}^{2}}}}}
es pot demostrar que aquesta definició de carena i vall es pot escriure de manera equivalent com
{\displaystyle L_{uv}=0,L_{uu}^{2}-L_{vv}^{2}\geq 0}
on
{\displaystyle L_{v}^{2}L_{uu}=L_{x}^{2}L_{yy}-2L_{x}L_{y}L_{xy}+L_{y}^{2}L_{xx},}
{\displaystyle L_{v}^{2}L_{uv}=L_{x}L_{y}(L_{xx}-L_{yy})-(L_{x}^{2}-L_{y}^{2})L_{xy},}
{\displaystyle L_{v}^{2}L_{vv}=L_{x}^{2}L_{xx}+2L_{x}L_{y}L_{xy}+L_{y}^{2}L_{yy}}
i el signe de {\displaystyle L_{uu}} determina la polaritat; {\displaystyle L_{uu}<0} per a crestes i {\displaystyle L_{uu}>0} per les valls.